# Saison 4 de Downton Abbey
 (avril 2016).
Si vous disposez d'ouvrages ou d'articles de référence ou si vous connaissez des sites web de qualité traitant du thème abordé ici, merci de compléter l'article en donnant les références utiles à sa vérifiabilité et en les liant à la section « Notes et références ».
Chronologie
Saison 3 Saison 5
Cet article présente les épisodes de la quatrième saison de la série télévisée britannique Downton Abbey.

## Époque
La quatrième saison commence six mois après l'épisode de Noël et s'étend de février 1922 à l'année 1923.
L'épisode diffusé le jour de Noël se déroule durant l'été 1923.

## Distribution de la saison

### Acteurs principaux
- Hugh Bonneville (VF : Patrick Bonnel) : Robert Crawley
- Michelle Dockery (VF : Ingrid Donnadieu) : Mary Crawley
- Maggie Smith (VF : Mireille Delcroix) : Violet Crawley
- Elizabeth McGovern (VF : Odile Cohen) : Cora Crawley
- Laura Carmichael (VF : Anneliese Fromont) : Edith Crawley
- Penelope Wilton (VF : Sylvie Genty) : Isobel Crawley
- Allen Leech (VF : Yannick Blivet) : Tom Branson
- Jim Carter (VF : Vincent Grass) : Charles Carson
- Brendan Coyle (VF : Pascal Casanova) : John Bates
- Kevin Doyle (VF : Jean-François Lescurat) : Joseph Molesley
- Joanne Froggatt (VF : Olivia Luccioni) : Anna Bates
- Lily James (VF : Laetitia Godès)  : Rose MacClare
- Rob James-Collier (VF : Stéphane Pouplard) : Thomas Barrow
- Phyllis Logan (VF : Denise Metmer) : Elsie Hughes
- Sophie McShera (VF : Audrey Sablé) : Daisy Robinson
- Matt Milne (VF : Taric Méhani) : Alfred Nugent
- Lesley Nicol (VF : Nicole Favart) : Beryl Patmore
- David Robb (VF : Bernard Alane) : Dr Richard Clarkson
- Ed Speleers (VF : Benjamin Gasquet) : Jimmy Kent
- Cara Theobold (VF : Léopoldine Serre) : Ivy Stuart

### Acteurs récurrents
- Raquel Cassidy (VF : Dominique Westberg) : Phyllis Baxter
- Tom Cullen (VF : Julien Sibre) : Anthony Foyle, Lord Gillingham
- Julian Ovenden (VF : Rémi Bichet) : Charles Blake
- Samantha Bond (VF : Anne Kerylen) : Lady Rosamund Painswick
- MyAnna Buring (VF : Delphine Braillon) : Edna Braithwaite
- Gary Carr (VF : Sidney Kotto) : Jack Ross
- Charles Edwards (VF : Éric Legrand) : Michael Gregson
- Nigel Harman (VF : Damien Ferrette) : M. Green
- Daisy Lewis (VF : Julia Vaidis-Bogard) : Sarah Bunting
- Brendan Patricks (VF : Frédéric Popovic) : Evelyn Napier
- Douglas Reith (VF : Bernard Lanneau) : Lord Merton
- Andrew Scarborough (VF : Loïc Houdré) : Tim Drewe
- Jeremy Swift (VF : Guillaume Bouchède) : Spratt

### Invités
- Paul Copley (VF : Christian Peythieu) : M. Mason
- Bernard Gallagher : Bill Molesley
- Shirley MacLaine (VF : Évelyne Grandjean) : Martha Levinson
- Poppy Drayton[1] : Madeleine

## Épisodes

### Épisode 1:La Succession
- Royaume-Uni : 22 septembre 2013 sur ITV1
- France : 20 décembre 2014 sur TMC
- Québec : 25 octobre 2014 sur Radio-Canada
- Belgique : 12 février 2015 sur Club RTL

- Royaume-Uni : 11,96 millions de téléspectateurs[2] (première diffusion)

- Harriet Walter : Lady Shackleton
- Nicky Henson : Charles Grigg
- Di Botcher : Nanny West
- Bernard Gallagher : Bill Molesley
- Jeremy Swift : Spratt

Février 1922. Au réveil un vent de panique souffle à Downtown : Mlle O'Brien a filé dans la nuit pour se mettre au service de Susan Flintshire, acceptant sa proposition. Aristocrates et domestiques s'indignent de cette défection - alors que Rose Flintshire est accueillie à la maison. Mary semble extérieure à tout, continuant de porter le deuil de Matthew, pourtant mort depuis six mois. Elle refuse même tout contact avec son fils, le qualifiant d'orphelin. Cet état préoccupe Robert et Tom, d'autant plus qu'ils gérent le domaine, le petit George possèdant la moitié des droits. Aussi, Robert se demande s'il ne serait pas préférable qu'il soit l'actionnaire des parts du bébé et qu'il dirige, seul, Downtown.

Thomas prend la nounou en grippe lorsqu'elle lui dit de manière condescendante de ne pas toucher les enfants. Voulant lui nuire, il dénonce à Cora ses doutes quant à son sérieux. M. Molesley échoue à trouver un nouvel emploi depuis la mort de Matthew. Son séjour dans la maison gêne Carson. Edith visite et soutient Isobel, toujours désespérée depuis la mort de son fils. Rose publie une annonce au village pour engager une nouvelle femme de chambre pour Cora. Edna, ancienne servante à Downton qui a flirté avec Tom, se porte candidate.
Arrivé le jour de la Saint-Valentin ; des cartes anonymes s'échangent entre les couples. Ivy est intriguée par le comportement de Jimmy ; elle pense qu'il lui en a envoyé une. Edith se rend à Londres pour un rendez-vous avec Gregson. Son humeur est quelque peu assombrie par ce dernier qui lui propose d'habiter en Allemagne avec lui, pays où son divorce d'avec sa femme malade mentale serait légal. Il devrait prendre la nationalité allemande, sacrifice notable pour un ancien combattant. Violet propose à M. Molesley de servir au repas de l'une de ses amies. Le propre majordome de cette dernière sabote les efforts de Molesley en le ridiculisant publiquement. Mme Patmore est déconcertée lorsque Cora fait acheter un batteur à œufs électrique, se demandant s'il sonne la fin des cuisinières. L'engin intéresse Daisy et Ivy. Mme Hughes ramasse un courrier jeté par Carson. Il vient de Grigg, son ancien camarade de théâtre, qui vit désormais dans un hospice de pauvres. Elle convainc Isobel de le loger chez elle et de lui trouver un travail, ce qui l'aide à sortir de son chagrin.
Tom, inquiet de la dépression de Mary, demande à Carson de l'aider afin qu'elle surmonte son deuil en prenant en charge les affaires de son fils. Mary éconduit Carson en lui reprochant de donner son avis. Lors du dîner, alors que Violet lui conseille de diriger Downtown aux côtés de son père, elle s'emporte et quitte la table. Jimmy, pour s'amuser d'elle, invite Ivy au pub ; elle en revient complètement saoule. Cora s'entretient avec Edna : sans information quant à son éviction de Downtown, pressée par Rose, Cora lui accorde le poste de femme de chambre. Lorsque Mme Hughes l'apprend, elle en est outrée et prévient Tom et Carson : ce dernier estime qu'ils ne peuvent rien dire de la faute commise par Edna envers Tom, compte tenu la charge émotionnelle déjà forte de la famille. 

### Épisode 2:Lettre posthume
- Royaume-Uni : 29 septembre 2013 sur ITV1
- France : 20 décembre 2014 sur TMC
- Québec : 1er novembre 2014 sur Radio-Canada
- Belgique : 5 mars 2015 sur Club RTL

- Royaume-Uni : 12,1 millions de téléspectateurs (première diffusion)

- Nicky Henson : Charles Grigg
- Jonathan Howard : Sam Thawley

Mars 1922. Une lettre annonce le mariage de Gwen, une ancienne femme de ménage de la maison. Une boîte remplie des affaires du bureau de Matthew arrive à Downton. Craignant que cela n'affecte Mary, Carson la donne à Robert, qui y découvre une lettre, cachée dans un livre. Après l'avoir lue, il en rapporte le contenu à Violet : Matthew avait mis par écrit et devant témoins sa volonté de faire de sa femme la seule héritière de sa fortune s'il lui arrivait quelque chose. Robert, mal à l'aise avec cette idée, veut faire analyser la lettre par Murray, son avocat. Violet l'oblige à la montrer d'abord à Mary. Cette dernière en est bouleversée. Elle considère favorablement l'idée de s'occuper du domaine, au contraire de Robert. Celui-ci la ridiculise au dîner, en mettant en évidence l'ensemble des détails qu'elle n’arriverait pas à gérer.
Edith part pour Londres afin de passer du temps avec Gregson. Leur idylle progresse. Les détails de leur projet de vie en Allemagne, pour le divorce, se précisent. James invite Ivy au théâtre, provoquant la jalousie d'Alfred. Edna se rapproche de Thomas, ce que lui déconseille Anna. Edna commet une erreur, abimant un vêtement de Cora. Thomas et Edna conviennent d'en accuser sournoisement Anna, auprès de Cora. La calomnie fonctionne, Robert  intimant à M. Bates l'ordre de surveiller Anna. Violet, voulant que Mary s'implique dans la gestion du domaine, lui conseille de se former avec Tom. Ce dernier lui apprend ainsi que Robert veut vendre certaines terres pour payer d'un coup les droits de succession de Matthew. Mary comprend que Tom est en désaccord avec ce choix. 
Rose demande à Anna de l'accompagner à un "thé dansant", avec l'accord de Mary. Dans le club, James les surprend et les suit. Rose danse avec un jardinier qui lui fait la cour, se faisant passer pour une femme de ménage de Downtown. James danse avec Anna afin de surveiller Rose. Cette dernière déclenche une bagarre. M. Carson refuse obstinément de revoir Grigg son ancien camarade de théâtre, qui vit chez Isobel. Cette dernière lui a trouvé un poste de gardien dans un théâtre. Mme Hughes demande à Carson de lui parler, ce qu'il fait sur le quai de la gare. Carson et Grigg évoquent Alice, la femme que Carson aimait, qui ne l'a finalement pas choisi, pour épouser Grigg, en divorcer bien vite et mourir. Elle préférait Carson. Les deux se réconcilient.
Anna croise M. Molesley au village et le voit travailler durement comme manœuvre dans un chantier, d'une manière misérable. Il lui confie qu'il a des dettes importantes, ce qui attriste la jeune femme. Elle lui propose quelques livres. Il refuse par fierté, n'acceptant pas la charité. Anna sollicite son mari M. Bates. Il s'entretient avec Violet pour lui demander de l'argent. Poussant Molesley à signer la carte de félicitations pour Gwen, il imite la signature de M. Molesley pour fabriquer une fausse reconnaissance de dette. Il l'invite ensuite pour le thé à Downton et lui donne trente livres, précisant qu'il lui rembourse son ancienne créance. Molesley empoche l'argent.
Le jardinier prétendant de Rose au thé dansant la demande à Downton.  Anna l’intercepte. Elle suggère à Rose de se déguiser en domestique pour l'entrevue. Rose annonce au jeune homme qu'elle est déjà engagée et lui souhaite, après un baiser, de vivre heureux. 

### Épisode 3:Faste et Renaissance
- Royaume-Uni : 6 octobre 2013 sur ITV1
- France : 20 décembre 2014 sur TMC
- Québec : 8 novembre 2014 sur Radio-Canada
- Belgique : 5 mars 2015 sur Club RTL

- Royaume-Uni : 11,86 millions de téléspectateurs (première diffusion)

- Kiri Te Kanawa : Nellie Melba
- Tom Cullen : Lord Anthony Gillingham
- Nigel Harman : Mr Green (valet de Gillingham)
- Patrick Kennedy : Terence Sampson
- Joanna David : Duchesse du Yeovil
- Andrew Alexander : Sir John Bullock

Avril 1922. Une réception de plusieurs jours se tient à Downton et rassemble quelques nobles connaissances de la famille. Tandis que Rose s'amuse avec Sir John Bullock, Lord Anthony Gillingham, un ami d'enfance des sœurs, passe du temps avec Mary. Par sa conversation et par sa bienveillance, la jeune femme se déride quelque peu ; Matthew lui manque. En effet, elle ne sait pas comment se comporter, ne cessant de penser qu'elle n'est plus insensible grâce à lui, en se demandant si c'est bien. Edith tente plus d'une fois de présenter Gregson à son père. Robert ne cesse de fuir l'entrevue.
Tom est mal à l'aise durant tout le séjour, gérant toujours mal l'étiquette de l'aristocratie et hésitant dans sa conduite. Violet le conseille, un peu. Le jeune homme réalise que, malgré ses efforts, il n'appartiendra jamais à ce monde. Edna, le voyant désemparé, tourne autour de lui afin de lui remonter le moral. En cuisine, Mme. Patmore, sous le coup de la pression quant à la préparation des repas, rabroue Daisy et Ivy. James se blesse au poignet en frimant devant elles lorsqu'elles n'arrivent pas à ouvrir un bocal. Il ne peut donc servir à table. Thomas refusant de s'abaisser en prenant sa place, Carson fait appel à M. Molesley - toujours sans emploi et désœuvré.
M. Green, domestique de Gillingham, s'intéresse dès son arrivée à Anna, qui accepte volontiers son amitié, ce qui énerve M. Bates, qui n'apprécie pas le nouveau venu. Nellie Melba, une cantatrice australienne venue exprès pour chanter à Downton, est source de contrariété pour Carson, qui ne supporte pas la transgression de l'étiquette lorsque Robert, sous la pression de Cora, lui ordonne de l'asseoir à leur table en invitée d'honneur. Les domestiques sont conviés à assister au spectacle de la cantatrice. Toujours en deuil de son fils, Isobel est invitée à la soirée par Violet, qui essaie de la faire avancer. Sous la trop grosse charge de travail et de pression qu'elle s'impose, Mme. Patmore fait un début de crise cardiaque, sans gravité. Alfred se propose alors de cuisiner les sauces.
L'un des invités, Sampson, propose une partie de cartes aux hommes, qu'il plume tous copieusement en trichant avec constance. Il leur fait ainsi contracter de grosses dettes, en particulier à Robert, fort contrarié. Il s'épargne d'en informer Cora, qui déteste les jeux d'argent. Gregson, s'étant joint à la partie pour parler à Robert, doute du bon fond de Sampson. Il provoque le lendemain une nouvelle partie, appâtant ainsi Sampson. Il utilise ses propres dons de tricheur, souvenir de jeunesse, pour retourner la situation et récupérer toutes les reconnaissances de dette. Acculé, Sampson les rend alors à Gregson. Lequel trouve enfin grâce aux yeux de Robert.
Edna aborde Tom sans cesse ; et se faufile le soir dans sa chambre.

### Épisode 4:Le Prétendant
- Royaume-Uni : 13 octobre 2013 sur ITV1
- France : 27 décembre 2014 sur TMC
- Québec : 15 novembre 2014 sur Radio-Canada
- Belgique : 26 mars 2015 sur Club RTL

- Royaume-Uni : 11,75 millions de téléspectateurs (première diffusion)

- Tom Cullen : Lord Anthony Gillingham
- Samantha Bond : Lady Rosemund
- Charles Edwards : Michael Gregson
- Gary Carr : Jack Ross
- Nigel Harman : Mr Green
- Andrew Alexander : Sir John Bullock
- Patrick Kennedy : Terence Sampson
- Joanna David : Duchesse du Yeovil

1922. Mary retrouve un peu de joie de vivre, après la visite de Lord Gillingham à une réception à Downtown. Elle obtient un rendez-vous à Londres avec le service des impôts, pour tenter d'échelonner le paiement des droits de succession. Anna, choquée, l'accompagne. Elle repousse Bates, dans l'incompréhension. Elle se sent coupable et demande une chambre au château. Elle refuse de prévenir la police, de crainte d'une mauvaise réaction de Bates.
Alfred s'intéresse à la cuisine. Il s'entraîne, en vue de l'examen d'entrée au Ritz. Daisy, toujours amoureuse de lui sans espoir, l'aide. James embrasse Ivy et lui fait croire qu'il l'aime, pour rendre Alfred jaloux. Carson révèle à Mme Hughes des détails intimes de sa vie d'artiste, avant Downtown, avouant son histoire d'amour déçu avec Alice. Edna harcèle Tom, après leur nuit ensemble. Elle évoque devant lui une possible grossesse et cherche sa promesse de mariage. Tom met fin à la discussion. Il se confie à Mme Hughes. Mrs Hugues trouve un livre de Marie Stopes dans les affaires d'Edna, intitulé L'Amour conjugal, qui procure des techniques de contraception. Edna démissionne.
Lors du voyage à Londres, chez Rosalind, Mary retrouve Lord Tony Gillingham, avec plaisir. Il la demande en mariage. Elle lui dit ne pas être prête à une nouvelle vie. Se rendant tous dans club de jazz, le Lotus club, Rose, dansant avec John, saoul, danse avec le chanteur noir Jack Ross. Rosalind en est outrée.

### Épisode 5:Rien n'est terminé
- Royaume-Uni : 20 octobre 2013 sur ITV1
- France : 27 décembre 2014 sur TMC
- Québec : 22 novembre 2014 sur Radio-Canada
- Belgique : 26 mars 2015 sur Club RTL

- Royaume-Uni : 11,39 millions de téléspectateurs (première diffusion)

- Raquel Cassidy (Baxter)
- Joncie Elmore (John Pegg)
- Andrew Scarborough (Tim Drewe)
- Yves Aubert (Arsène Avignon)
- Kieran Hodgson (Premier cuisinier)
- Spencer Cowan (Second cuisinier)
- Brendan Patricks (Evelyn Napier)

1922. Alfred présente un essai de cuisine au Ritz, à Londres. Mr Carson autorise le personnel de la cuisine à superviser son entraînement. Daisy l'aide à progresser en cuisine. Alfred est convoqué au Ritz. Lord et Lady Grantham félicitent le futur cuisinier pour des amuse-bouche particulièrement réussis. Anticipant le départ d'Alfred, Mr Carson songe à engager Mr Molesley comme valet de pied. Ce dernier n'accepte pas d'emblée et demande à réfléchir à la proposition. Alfred se présente à l'examen, jugé par Arsène Avignon. Il s'agit de préparer une soupe vichyssoise. Alfred échoue à l'épreuve, en se classant cinquième meilleur candidat. Molesley fait part de son acceptation de la proposition de Carson. Le maintien d'Alfred comme valet de pied rend caduque la proposition. Molesley a perdu sa chance. 
Mlle Baxter est la nouvelle femme de chambre de Lady Grantham. Elle utilise une machine à coudre électrique, qui suscite la curiosité. Thomas cherche une alliance avec elle en la valorisant dès qu'une occasion se présente. Son objectif est de s'informer de tout ce qui se trame au château. 
Isobel demande instamment à Violet d'engager John Pegg, un jeune homme, comme aide-jardinier. Celle-ci finit par accepter. Un précieux coupe-papier disparaît et Violet l'accuse de l'avoir volé. 
Mr Bates entend qu'Anna dissimule un secret (le viol qu'elle a subi). Il fait du chantage à Mrs Hugues pour qu'elle lui confesse ce triste secret. Devant la menace de partir proférée par Bates, Mrs Hugues finit par lui révéler le viol subi par Anna, sans préciser l'identité du coupable. Elle affirme qu'il ne s'agit pas du valet de Lord Gillingham, mais d'un étranger. Mr Bates et Anna se retrouvent. Celle-ci se sent honteuse et souillée par son viol. Son mari lui dit qu'elle n'a pas à avoir honte, et qu'il l'aime toujours plus que tout. Anna emménage de nouveau au cottage auprès de Bates. 
Une page se referme pour Lady Mary lorsqu'elle apprend par le journal les fiançailles de Lord Gillingham. Edouard Napier réapparaît à Downtown, chargé d'une étude d'économie rurale, sur les propriétés en difficulté. Son supérieur, Charles Blake, et lui logent à Downton. Lady Edith n'a plus aucune nouvelle de Michael Gregson, son amant, l'éditeur de journal, parti à Munich. Robert accorde la poursuite du bail à un métayer, Tim Drewe, en lui prêtant personnellement de quoi rembourser sa dette.

### Épisode 6:Une vraie surprise
- Royaume-Uni : 27 octobre 2013 sur ITV1
- France : 27 décembre 2014 sur TMC
- Québec : 29 novembre 2014 sur Radio-Canada
- Belgique : 2 avril 2015 sur Club RTL

- Royaume-Uni : 11,54 millions de téléspectateurs (première diffusion)

- Raquel Cassidy (Baxter)
- Jeremy Swift (Spratt)
- Joncie Elmore (John Pegg)
- Brendan Patricks (Evelyn Napier)
- Simon Lowe (Maître d'orchestre)
- Julian Ovenden (Charles Blake)
- Gary Carr (Jack Ross)

1922. Les fermes de Downtown se lancent dans un nouvel élevage : des porcs. Rose organise une grande surprise à Robert pour son anniversaire. Elle en demande à Cora la permission, sollicitant l'aide de Mrs Hugues. Cora accepte sans même savoir de quoi il s'agit. Rose invite un orchestre de jazz à jouer à Downton. Elle convie Ross, un chanteur noir rencontré à Londres lors d'une soirée au Lotus, un night-club. Ross l'attire : elle se retrouve dans ses bras.
Alfred est découragé par son échec au Ritz. Finalement il y est accepté pour sa formation, à la faveur d'un désistement. Avant son départ, il remercie Carson, "un excellent professeur" devant la famille Crawley. Daisy est attristée par son départ. 
Carson refuse de réitérer sa proposition à Molesley, arguant de son ingratitude et qu'il viendrait à Downton à contre-cœur. Molesley insiste et se déclare disposé à servir comme valet de pied. Carson s'y oppose de nouveau. Molesley s'adresse alors à Mrs Hugues. Elle plaide sa cause auprès de Carson qui cède et l'engage au service de Downton Abbey.
Bates et Anna se rendent dans le restaurant chic du Netherby Hotel, pour sortir en amoureux, ce qui ne leur était pas arrivé depuis longtemps. Le préposé du restaurant refuse de les faire entrer (officieusement : parce qu'ils ne sont pas des aristocrates). Cora (qui se trouve dans le restaurant) intervient en leur faveur. Bates et Anna sont donc autorisés à dîner dans cet établissement. L'ombre du drame qu'a subi Anna continue de planer sur leur couple. "Chacun des moments que nous passons ensemble est recouvert d'un voile" déclare Anna à son mari.
Thomas poursuit ses investigations sur les faits et gestes des Crawley en utilisant Baxter. Cette dernière entend des confidences de Cora à sa fille Mary au sujet de Bates et d'Anna. Baxter les rapporte à Thomas, se sentant mal à l'aise dans ce rôle d'espionne domestique.
Edith est très inquiète de n'avoir aucune nouvelle de son amoureux, l'éditeur Michael Gregson, parti en Allemagne pour divorcer de sa femme folle afin de pouvoir épouser Edith. Elle reçoit un télégramme lui annonçant qu'elle est enceinte, au premier trimestre de sa grossesse. Elle n'en parle à personne ; elle est triste et inquiète. Lord Grantham tente de rassurer sa fille.
Violet renvoie Pegg, son aide-jardinier, engagé par l'insistance d’Isobel, car elle croit que c'est lui qui a volé deux objets précieux dans sa maison : un coupe-papier et un objet japonais. Isobel est furieuse car elle est sûre que  l'aide-jardinier est innocent. Elle rend visite à Violet ; au cours de sa visite, la figurine japonaise prétendument volée est retrouvée dans le seau de la servante. Un peu plus tard, prétextant des vertiges, Isobel revient dans la maison en l'absence de Violet et cherche le coupe-papier qu'elle retrouve sous le coussin d'un fauteuil. L'aide-jardinier n'a donc rien volé. Elle fait une scène à Violet. Celle-ci fait venir l'aide-jardinier (qu'elle a réembauché) et lui demande de dire à Isobel ce qu'elle lui a dit. Celui-ci dit à Isobel que Violet lui a fait des excuses pour l'avoir pris pour un voleur. Elle lui a demandé de revenir travailler chez elle. 
Après l'avoir emmenée au cinéma voir un film dans lequel joue Rudolph Valentino, James embrasse Ivy et tente d'obtenir davantage de la jeune femme. Celle-ci refuse car ses valeurs s'opposent aux relations sexuelles hors mariage. Elle regrette la gentillesse d'Alfred, parti, qui la respectait.
Napier et Blake logent à Downton. Blake se déclare indifférent au sort des aristocrates, propriétaires terriens. Seule la production alimentaire lui importe. Au dîner, Blake se montre désagréable avec Lady Mary. Tom évoque de nouveau son désir de quitter l'Angleterre. Isobel paraît doucement se remettre de son deuil.

### Épisode 7:Rapprochement
- Royaume-Uni : 3 novembre 2013 sur ITV1
- France : 3 janvier 2015 sur TMC
- Québec : 6 décembre 2014 sur Radio-Canada
- Belgique : 2 avril 2015 sur Club RTL

- Royaume-Uni : 11,93 millions de téléspectateurs (première diffusion)

Juillet 1922. Robert, contrarié, part pour l'Amérique afin d'aider Harold, le frère de Cora. Il souhaite emmener Bates, son valet. Mrs Hugues intervient auprès de Mary, en lui révélant le drame qu'Anna a vécu il y a peu, en lui demandant que Bates reste aux côtés de sa femme, Anna. Mary demande donc à son père de partir plutôt avec Thomas. Robert accepte cette organisation, même s'il n'en comprend pas la raison. Thomas charge Baxter de découvrir le motif du remplacement de Bates pour le voyage outre-atlantique. Lord Grantham et Thomas embarquent sur le SS Cameronia.
Isobel propose à Tom de se rendre à une réunion politique organisée par un député libéral à Ripon en vue des élections générales de novembre 1922. Tom y rencontre Sarah Bulting, une jeune enseignante, à laquelle il confie qu'il ne retournera jamais en Irlande.
Alfred donne de ses nouvelles dans une lettre envoyée à Downton et propose de venir rendre une visite à ses anciens collègues. Mrs Patmore et Mrs Hugues y sont défavorables en raison des sentiments déçus de Daisy. Carson va à la rencontre d'Alfred à la gare et lui affirme qu'en raison des nombreux cas de grippe, il est préférable que le jeune homme renonce à sa visite. Il loge donc au pub en ville, avant de se rendre chez son père à Londres. Ils prennent un verre. Le lendemain, Alfred se rend tout de même à Downton pour une courte visite. Ivy a le temps de lui dire combien elle l'apprécie.
Blake et Mary ont toujours du mal à s'entendre. Blake la juge dédaigneuse. Une occasion s'offre de rectifier cette opinion : un soir, tandis que Tom assiste au meeting et que Napier dîne avec son père, Blake propose à Mary d'effectuer une promenade pour examiner les porcs achetés récemment en vue d'un essai pour un développement futur. Blake se rend compte que les animaux sont mal en point car ils manquent d'eau, l'abreuvoir ayant été renversé. Mary et lui se démenent pour apporter l'eau dans des seaux aux porcs, en pleine nuit. Ils se retrouvent sales et boueux dans leurs habits élégants, ce qui les amuse beaucoup. Mary montre ainsi une autre partie de sa personnalité à Blake. Elle leur prépare en pleine nuit des œufs brouillés dans les cuisines des domestiques. Blake est agréablement surpris par cette expérience.
Edith, toujours inquiète et triste, demande à sa mère la permission de se rendre à Londres. Rose l'accompagne. Edith y retrouve sa tante, qui comprend qu'elle est enceinte. Edith décide d'avorter, et Rosamund lui promet qu'elle ne la laissera pas seule dans cette épreuve. Elles se rendent chez un médecin qui pratique des avortements clandestins. Au dernier moment, Edith change d'avis et s'enfuit du cabinet avec Rosamund en déclarant qu'il s'agit d'une erreur.
Rose a demandé à accompagner Edith à Londres pour revoir le chanteur noir, Mr Ross, avec lequel elle a flirté. Ils font une promenade en barque ; Ross lui déclare qu'ils ne peuvent rien espérer de leur relation. Le soir ils se retrouvent au club. Rose manque donc le dîner.
Violet, quant à elle, est gravement malade. Isobel s'occupe d'elle en tant qu'infirmière. Pendant deux jours et deux nuits, elle ne dort ni ne mange pour éviter que Violet ne contracte une pneumonie. Le médecin lui avait recommandé de ne pas la quitter des yeux. Finalement, grâce à Isobel, Violet va mieux. Et celle-ci, qui n'aimait pas vraiment Isobel, fait un effort pour être un peu plus aimable avec elle. Elles finissent par jouer au rami toutes les deux. "Goody, goody..."

### Épisode 8:La Grande Kermesse
- Royaume-Uni : 10 novembre 2013 sur ITV1
- France : 3 janvier 2015 sur TMC
- Québec : 13 décembre 2014 sur Radio-Canada
- Belgique : 9 avril 2015 sur Club RTL

- Royaume-Uni : 12,16 millions de téléspectateurs (première diffusion)

Entre octobre 1922 et mai 1923. Edith envisage de confier son futur bébé aux Drewe, un fermier qui loue les terres de Downton Abbey et qui a une dette envers sa famille. Lady Rosalind lui suggère plutôt de se rendre en Suisse pour remettre l'enfant à un couple stérile. Violet évente le secret et offre à Edith une aide matérielle. La jeune fille, toujours sans aucune nouvelle de Gregson, reste opposée à l'idée d'abandonner son enfant. 
À New York, Harold Levinson, le frère de Cora, est impliqué dans le scandale du Teapot Dome.
Baxter interroge Molesley au sujet de la relation entre Bates et Anna. À la table du personnel, Bates interroge subtilement Green sur son lieu de résidence à Londres.
Isobel propose à Tom de se présenter en qualité de candidat libéral aux élections générales. Il se rend avec Isobel à Thirsk où il revoit Sarah Bunting rencontrée au meeting de Ripon. Ils se retrouvent sur la route menant à Skipton. Tom se confie quelque peu à elle : "je ne crois pas au genre (de famille), mais aux personnes", dit-il au sujet des Crawley.
Tom aperçoit Rose et Jack Ross au salon de thé. Il en informe Mary qui met fermement en garde Rose contre les conséquences de son idylle avec Ross. Rose lui déclare qu'elle l'épousera envers et contre tous. Mary se rend à Londres pour y rencontrer ce prétendant ; Jack Ross confie à Lady Mary qu'il aime Rose et que pour cette raison, il a déjà décidé de rompre afin de la protéger de la réprobation sociale que susciterait leur relation. 
Alfred demande, par lettre, Ivy en mariage et essuie un refus. Le père d'Alfred meurt, ce qui présage une nouvelle visite d'Alfred à Downton. Daisy renonce à Alfred. Elle passe la journée avec Mr Mason qui lui conseille de retourner parler à Alfred avant son départ. Elle lui offre le panier de victuailles préparé par Monsieur Mason ; chacun d'eux suivra désormais son chemin. 
Miss Baxter devient l'amie du lugubre Molesley et cherche à lui soutirer des informations, au profit de Thomas. Au-delà du rôle assigné à Baxter par Barrow, une relation amicale et sincère se noue progressivement entre Baxter et Molesley. Ce dernier la défend face aux questions pressantes de Barrow.
Lord Gillingham, qui a rompu ses fiançailles avec Mabel, sans encore en avoir averti sa fiancée, effectue une courte visite à Downton. Il courtise Mary sans répit. Elle lui déclare qu'elle n'est pas un cœur à prendre. Il affirme qu'il n'abandonnera pas tant qu'un autre prétendant ne la demandera pas en mariage.
Anna, craignant que Bates et Green se revoient et que Bates, soupçonneux depuis leur dernière rencontre, ne le tue, révèle le crime de Green à Mary. Cette dernière demande à Lord Gillingham de congédier son valet, ce qu'il accepte.

### Épisode 9:Dernières Festivités
- Royaume-Uni : 25 décembre 2013 sur ITV1
- France :
  - 3 janvier 2015 sur TMC (Première partie)
  - 10 janvier 2015 sur TMC (Seconde partie)
- Québec : 20 décembre 2014 sur Radio-Canada
- Belgique : 30 avril 2015 sur Club RTL

- Royaume-Uni : 8,77 millions de téléspectateurs (première diffusion)

- Oliver Dimsdale (Edouard prince de Galles)
- Janet Montgomery (Freda Dudley Ward)
- Guy Williams (George V)
- Valerie Dane (la reine Mary)
- Alaistair Bruce (Lord Chamberlain)
- Michael Benz (Ethan Slade, valet d'Harold Levinson)
- Poppy Drayton (The Hon Madeleine Allsopp)
- James Fox (William "Billy" Allsopp, Baron Aysgarth)
- Paul Giamatti (Harold Levinson)

Entre mai et août 1923. C'est la présentation de Rose au bal des débutantes. S'y trouvent le frère de Cora, Harold Levinson, sa mère Martha, tous deux arrivés des États-Unis, au grand dam de Violet, ainsi que Lord Gillingham et Mr. Blake, en concurrence pour courtiser Mary. 
Tom rencontre par hasard l'enseignante Sarah Bunting, qui lui demande de lui faire visiter Downton Abbey. Thomas les surprend lorsqu'ils montent dans la galerie afin d'admirer le hall. Frustré d'être obligé de servir Tom, l'ancien chauffeur, Thomas se montre insolent. Puis il se fait le plaisir de raconter l'épisode à Lord Grantham, en laissant sous-entendre mensongèrement que Tom a emmené Sarah dans une chambre. Tom donne la vérité. 
Au cours d'une réception, une indiscrétion de Rose amène le tricheur Lord Sampson à voler une lettre d'une maîtresse du prince de Galles, Freda Dudley Ward. Lorsqu'il l'apprend, Lord Grantham mobilise la famille afin de la retrouver et d'empêcher le scandale. Il embrigade même Bates, qui recourt à ses talents de faussaire pour aider Mary à pénétrer dans l'appartement de Sampson. La lettre ne s'y trouve pas. 
Au fil d'une banale conversation, Bates affirme spontanément qu'il n'est plus allé à Londres depuis le milieu de la guerre pour les funérailles de sa mère, soutenant la version de la journée qu'il aurait passée à York le jour où Green est mort à Londres. Mrs. Hughes trouve un billet de train York-Londres dans la poche du manteau de Bates, daté du jour où Green est mort. Elle en avertit Mary et elles conviennent de garder le secret. Plus tard, Mary se débat avec sa conscience et songe à dire la vérité. Lorsque Bates subtilise la lettre dans la poche de Sampson, au moment de son départ, elle garde le secret en brûlant le billet de train. 
Edith est restée durant huit mois à Genève avec Rosalind où elle a accouché d'une fille. Elle l'a laissée en Suisse chez un couple (les Schroeder) après son sevrage. Elle regrette sa décision. Elle ne tient pas compte des protestations de Lady Rosamund et revient à sa première idée : confier l'enfant à Drewe, un fermier travaillant les terres de Downton. Gregson demeure introuvable. La dernière fois qu'il a été vu en Allemagne, il se disputait avec un groupe de Chemises brunes. Edith dispose du pouvoir de Gregson pour diriger son journal en son absence.
Thomas poursuit ses efforts pour arracher des secrets à Miss Baxter ; elle résiste, épaulée par Molesley. Alfred est embauché comme cuisinier au Ritz, à la grande joie de Daisy.
C'est le prince de Galles en personne, avec Lady Rose, qui ouvrent le bal donné par les Crawley. Au bal, Mary est abasourdie d'apprendre de Lord Gillingham que Mr. Blake, aux idées égalitaires, est sur le point d'hériter d'un cousin d'une immense propriété et d'un titre de baronnet, ce qui le rend plus intéressant qu'elle ne le pensait. 
Le valet d'Harold a le béguin pour Daisy et l'invite à devenir la cuisinière particulière de son patron, aux États-Unis. Elle refuse. Ivy se propose de prendre sa place. 